# Carmelo Fioriti
Carmelo Ceferino Fioriti (n. un 16 de julio de 1955 en la ciudad de Bahía Blanca) es director de coros, profesor de canto y arreglador coral argentino. Ha obtenido diversos premios por su labor como arreglador, ha participado en numerosos conciertos como director y como  cantante.

## Carrera

### Formación
Egresó como profesor de Canto Lírico en el Conservatorio de Música de Bahía Blanca, donde desempeñó el cargo de Profesor Titular en las cátedras de Dirección Coral I, Práctica Coral, Canto y Educación Vocal hasta su jubilación en el año 2021.
Inició sus estudios de música en el violín, pero luego se volcó al canto. En sus primeros años de formación integró el Coro Universitario "José Luis Ramírez Urtasun" dirigido por Juliana Blasoni, viuda de Urtasun.

### Actividad solista
Ha actuado como solista en conciertos sinfónico corales y en óperas junto a la Orquesta Sinfónica Provincial de Bahía Blanca, Orquesta Sinfónica de la Universidad Nacional de Cuyo, Orquestas de Cámara de Bahía Blanca, La  Plata y Villa María, bajo la batuta de prestigiosos maestros.
En 1994 integró el Coro Universitario de Mendoza en su gira por Estados Unidos, invitado especialmente por su director el maestro Felipe Vallesi. Invitado por el Coral Hungaria de la  Capital Federal, participó en abril de 2001 de la gira de conciertos en Hungría.
En numerosas oportunidades ha sido intérprete de personajes en las Obras de Alberto "Beto" Tramontana, compositor Bahiense, a veces en dupla compositiva con Rubén Benítez escritor también oriundo de Bahía Blanca. Podemos mencionar la cantata "La fortaleza del desierto"; la obra “Flores sobre el mármol” basada en la vida de Corita Parral de Elasco Ibarra; el Oratorio "Pasión de Nuestro Señor Jesucristo", entre otras.

### Actividad coral
En el año 1975 comienza a dirigir el recién creado Coral Punta Alta oriundo de la ciudad homónima. En este se desempeña como su director hasta el año 2003.
En el año 1978 empieza a dirigir el "Coro de Niños de la Cooperativa Obrera" de Bahía Blanca, donde aún se desempeña como director titular tras una trayectoria de 35 años ininterrumpidos. Por las filas de dicho coro pasaron cientos de niños y jóvenes de la ciudad, muchos de ellos iniciaron allí su formación artística, entre ellos el artista de música folclórica y popular Abel Pintos.
En el año 1982 también comienza a dirigir el "Coro Juvenil de las Escuelas Medias de la Universidad Nacional del Sur", en el cual también se desempeña hasta el día de hoy como su titular. Este Coro integra jóvenes con la vocación del canto de distintos establecimientos educativos de Bahía Blanca y también pasa a ser, de alguna manera, un escalón superior para aquellos jóvenes que desearon seguir cantando junto a Carmelo tras haber formado parte del Coro de Niños. El Coro ha participado en numerosas oportunidades de los Torneos Juveniles Bonaerenses, ganando en varias ocasiones medallas de oro, plata, bronce y menciones especiales. En particular, en el año 1998 el coro obtiene la medalla de Oro en dichos torneos y se hace merecedor de un viaje a España.
Desde el año 1988, suma a su actividad la dirección del Coro de la Universidad Nacional del Sur "José Luis Ramírez Urtasun". En el que aún hoy se desempeña como titular con una trayectoria de 25 años ininterrumpidos.
A lo largo de sus años de carrera como Director y docente, ha realizado una fecunda labor artística, propiciando la presencia en la ciudad de destacadas formaciones y figuras nacionales y extranjeras, entre ellos los maestros Josep Prats (España), Ariel Alonso (Francia) y Néstor Zadoff (Argentina), con los cuales ha trabajado capacitando coreutas y directores de Bahía Blanca y la zona.
Dirigiendo al Coro Universitario de la UNS, ha participado en conciertos sinfónico-corales junto a la Orquesta Sinfónica Provincial de Bahía Blanca y a orquestas de cámara del interior del país. Con este se desempeñó en numerosas oportunidades interpretando la Misa Criolla, junto a su creador Ariel Ramírez, participando además, de la gran versión de diciembre de 1994 en el Anfiteatro Frank Romero Day de Mendoza con Mercedes Sosa como solista. En los últimos años también la ha interpretado con Zamba Quipildor, y en varias oportunidades con Facundo Ramírez, hijo del compositor y seguidor de su Obra, también con Claudio Sosa como solista.
Ha dirigido también junto a prestigiosas figuras de la música popular argentina, entre ellos: Mariano Mores y su gran orquesta, Ramón Ayala, Jorge Viñas, Ramón Navarro, y los grupos vocales "Opus Cuatro", "Los Trovadores", "Los Arroyeños", "Vocal Acento", "Vocal Andante" y el grupo "Volpe Tango Contemporáneo".
El 15 de noviembre de 2004 participa dirigiendo al Coro de la Universidad Nacional del Sur junto al Coral Hungaria (Dirigido por Sylvia Leidemann) y la Orquesta Ars Hungarica (Dirigida por Eduardo Bonapartian) en un Concierto de Música Húngara en el Teatro Colón de Buenos Aires. En el cual participó también la cimbalista Viktória Herencsár y la mezzosoprano Alejandra Malvino.

### Premios y menciones
Ha obtenido numerosos premios por su labor de arreglador, entre otros en el Primer Concurso Nacional de Arreglos Corales de Música Argentina de la Secretaría de Cultura de la Nación (1985), en el Primer Concurso Nacional de Arreglos Corales de la Secretaría de Cultura de la Municipalidad de Buenos Aires (1987). También en ganó un premio en el Primer Concurso de Arreglos Corales Bonaerenses de los Encuentros Corales Bonaerenses organizados por la Subsecretaría de Cultura de la Provincia de Buenos Aires (2000).
En agosto de 2001 la Liga de Madres de Familia le concedió el Premio Santa Clara de Asís en "reconocimiento a su labor artística, por su proyección generosa y solidaria a la comunidad de Bahía Blanca y por contribuir a la formación de la niñez y juventud fomentando sus valores humanos y cristianos".
En el 2013, año en el que se cumplen 25 años ininterrumpidos de Carmelo como director del Coro de la Universidad Nacional del Sur "José Luis Ramírez Urtasun" y 35 años al frente del Coro de Niños de la Cooperativa Obrera de Bahía Blanca, es declarado “Personalidad destacada” de la ciudad de Bahía Blanca por el Honorable Concejo Deliberante, un merecido homenaje a su gran trayectoria artística y su gran aporte social.